# Italiani nel Mondo
Italiani nel Mondo, kurz InM, war eine christdemokratische Partei der politischen Mitte in Italien.
Die Partei, die die Italiener in der Welt vertreten sollte, wurde 2006 von dem italienischen Journalisten und Politiker Sergio De Gregorio gegründet. Im selben Jahr trat sie als Koalitionspartnerin in die neue Regierung um Romano Prodi ein (Kabinett Prodi II). Bereits kurze Zeit später wechselte De Gregorio – als einziger Vertreter seiner Partei im Parlament – in das Lager von Silvio Berlusconi. 2008 wurde bekannt, dass Berlusconi die Partei mit 100.000 Euro unterstützt hatte.
Im März 2009 ging die Partei in Berlusconis Popolo della Libertà auf. Die Partei besaß einen Sitz im italienischen Senat (Senato della Repubblica).
Im März 2013 wurde bekannt, dass die Staatsanwaltschaft Neapel gegen Berlusconi wegen Korruption und illegaler Parteienfinanzierung ermittelt. Unter anderem soll Berlusconi De Gregorio drei Millionen Euro gezahlt haben für seinen Übertritt zur Berlusconi-Partei.